# Communicatiemiddel
Een communicatiemiddel is een informatiedrager om mee te communiceren. Onderscheid kan worden gemaakt op basis van de gebruikte techniek (drukwerk, elektronica, mondeling), de zintuigelijke vorm van de informatie (auditief, visueel), of naar het bereik (massacommunicatie).

## Evolutie
Sinds de zeventiende eeuw bestaan er al dag- en weekbladen en breed verspreide pamfletten. Tot het eind van de 19e eeuw bleef het direct gesproken, geschreven of gedrukte woord het voornaamste communicatiemiddel. Maar in de loop van de negentiende eeuw kwamen daar de fotografie, de telegrafie, de telefoon, de film, en in de twintigste eeuw de radio, de televisie bij. In de jaren negentig van de twintigste eeuw ontstond een massaal gebruik van internet, toegankelijk gemaakt door browsers op het world wide web.
'De media', zoals radio, televisie, de krant en het internet, spelen een belangrijke rol in de dagelijkse nieuwsvoorziening. Hoewel internet een groeiend medium is en daarmee de aandacht voor dit medium toeneemt, blijven oudere media van belang. Internet functioneert niet alleen als medium voor eigen inhoud maar ook als transportmiddel voor andere 'media'. Zo kan informatie van radio en tv of gedrukte media via internet een nieuw bereik krijgen.
De zogenaamde opiniebladen, die wekelijks of maandelijks verschijnen, voegen achtergrondinformatie en analyse aan het nieuws toe. Het belang van internet als medium groeit sterk door zijn snelle verspreiding, op initiatief van individuen van nieuws, feiten en achtergronden.
Televisie wordt gezien als een belangrijk podium in de maatschappij, met betrekking op de berichten, ideeën en iconen dat het verspreid. Veelzeggend in dit verband is de opmerking van Andy Warhol uit 1968 dat iedereen in de gemedialiseerde wereld zijn eigen vijftien minuten roem (fifteen minutes of fame) zal krijgen.

## Geschiedenis van de informatievoorziening

### Individuele media
- Direct verbaal en non-verbaal contact

#### Schriftelijk
- Schriftelijke communicatie per koerier of per post
- Schriftelijke telecommunicatie per telegraaf
- Schriftelijke telecommunicatie per fax
- Schriftelijke communicatie per e-mail
- Directe schriftelijke communicatie via internet: chatten of Twitter

#### Mondeling
- Mondelinge telecommunicatie per telefoon
- Mondelinge communicatie via VoIP (bellen via internet) heeft intercontinentaal bellen betaalbaar gemaakt.

### Hybride media
Web 2.0-toepassingen zoals internetfora zijn een tussenvorm tussen massamedia en individuele media; communicatie via een website met user-generated content is niet gericht op één gesprekspartner maar de doelgroep is beperkter en specifieker dan bij een massamedium het geval zou zijn.

## Overzicht van media
- Overkoepelend
  - Mediaconglomeraat
- Geschreven media
  - Alternatieve pers
  - Landelijke geschreven media
    - Dagbladen
    - Tijdschriften
      - Bedrijfsbladen
      - Consumentenbladen
      - Damesbladen
      - Familiebladen
      - Jongerenbladen
      - Maandbladen
      - Opiniebladen
      - Ouderenbladen
      - Weekbladen

  - Regionale geschreven media
    - Buurtkranten
    - Huis-aan-huis kranten
    - Regionale kranten (zie: Nieuwsbladen)

  - Studentenpers
  - Vakbladen

- Televisie, zie: Televisie-omroepen:
  - Lijst van televisiezenders
    - Internationale televisie
    - Landelijke televisie
      - België
      - Nederland

    - Regionale televisie
      - België
      - Nederland

- Radio, zie: Radio-omroepen
  - Internationale radio
  - Landelijke radio
  - Regionale radio

- Nieuwe media
  - Interactieve televisie
  - Internet
  - Teletekst
  - Mobiele telefonie

Een overzicht van de Vlaamse media wordt gegeven in het artikel Media in Vlaanderen, een overzicht van de Nederlandse media wordt onder meer gegeven in Communicatiekaart van Nederland: overzicht van media en communicatie van Piet Bakker en Otto Scholten (2005).

## Technische communicatiemiddelen
- een telefoontoestel:
  - een zgn. vaste verbinding of lijn door middel van een bedraad telefoontoestel met eraan verbonden hoorn. Doorgaans alleen voor spraak. Maar recente technologie in de centrales maakt ontvangst van sms mogelijk na spraaksynthese.
Een variant is de portable of draagbare telefoon op (evtl. oplaadbare) batterijen, waarbij een eenheid van hoorn, toetsenbord en nu vaak afleesscherm vrij verplaatsbaar is door het huis, met een max. afstand van ca. 25 m van de telefooncontactdoos;
  - een mobiele telefoon, zowel voor spraak als voor sms.
- een computer, doorgaans met een aansluiting op het internet voor onder meer e-mail.
- een radiotoestel, tot de jaren 50 met elektronenbuizen, later met transistoren en nu met IC's (Integrated Circuits; geïntegreerde schakelingen of chips).

## Oudere technische communicatiemiddelen
- een semafoor
- een telegraaf
- een spreekbuis

## Andere communicatiemiddelen
- een brief, krant, folder of brochure
- een postduif
- een rooksignaal
- een tamtam
- een seinsleutel